# Niels Martin Carlsen
Niels Martin Carlsen, född 8 februari 1951, död 27 maj 2020, var en dansk skådespelare. Carlsen gjorde bland annat rollen som Daniel Skjern i TV-serien Matador. Han utbildade sig vid Statens Teaterskole 1975–1978. Carlsen slutade arbeta som skådespelare på grund av scenskräck. Istället försörjde han sig därefter som taxichaufför.

## Filmografi i urval
- 1977 – Alla tiders betjänt
- 1981–1982 – Matador (TV-serie)
- 1983 – Andorra (TV-film)
- 1993 – Friställd
- 1995 – Jeg ville ønske for dig (TV-serie)